# Бураты
Бураты — река в Республике Алтай России. Устье реки теряется в болоте Чуйской степи на высоте 1943 м, однако на выходе из болота возобновляется безымянный сезонный водоток, который, протекая мимо села Жана-Аул, впадает в реку Курлей. Длина реки составляет 15 км.

## Данные водного реестра
По данным государственного водного реестра России относится к Верхнеобскому бассейновому округу, водохозяйственный участок реки — Катунь, речной подбассейн реки — Бия и Катунь. Речной бассейн реки — (Верхняя) Обь до впадения Иртыша.